# Mieczysław Honzatko
Mieczysław Honzatko (ur. 9 października 1903 w Stanisławowie, zm. w 1945) – polski prawnik, profesor prawa handlowego i wekslowego w Uniwersytecie Jana Kazimierza we Lwowie w latach 1935–1939. Autor opracowań z zakresu teorii prawa, prawa cywilnego oraz prawa handlowego.

## Młodość i edukacja
Był synem Fryderyka i Joanny z Madejów. Ukończył szkołę powszechną w Stanisławowie, a następnie I Państwowe Gimnazjum w Stanisławowie (1913–1921) (do klasy IV uczęszczał  w Krakowie). W latach 1921–1925 studiował na Wydziale Prawa Uniwersytetu Jana Kazimierza we Lwowie, uzyskując stopień magistra praw.

## Kariera
Już jako student IV roku zaczął pracę jako demonstrator przy Katedrze Ogólnej Teorii Prawa UJK (czerwiec 1925- lipiec 1926). W okresie od 1 października 1926 do 31 sierpnia 1935 był asystentem starszym kontraktowym przy Katedrze Ogólnej Teorii Prawa prof. Kamila Stefki. 
Doktorat uzyskał w 1928 na podstawie pracy "Istota luki w prawie”. W 1930 przebywał na ośmiomiesięcznych studiach w Berlinie. W 1932 habilitował się z prawa handlowego i wekslowego na podstawie pracy: „Własność dobra komisowego" (Lwów 1931).
W roku akademickim 1934-35 był zastępcą profesora prawa handlowego i wekslowego. Od 1 września 1935 r. profesor nadzwyczajny i  kierownik Katedry Prawa Handlowego i Wekslowego. W latach 1931–1933 wykładał prawo handlowe i wekslowe w Katolickim Uniwersytecie Lubelskim, a w latach 1936-1939 w Wyższej Szkole Handlu Zagranicznego we Lwowie (od 1937 Akademia Handlu Zagranicznego). Od 1936 r. był adwokatem we Lwowie. Od 1924 pracował w Komisji Kodyfikacyjnej RP, gdzie przez wiele lat prowadził protokół Kodeksu Handlowego.
Od stycznia do czerwca 1939 przebywał w USA, celem odbycia studiów z zakresu organizacji bankowości i obrotu pieniężnego. Po zajęciu Lwowa do 3 stycznia 1940 pracował na Wydziale Prawa UJK, po czym, wraz z przekształceniem uniwersytetu w uczelnię sowiecką został zwolniony (z wieloma innymi polskimi profesorami). Do ok. 1941 przebywał wraz z rodziną we Lwowie, potem w majątku w Zimnej Wodzie pod Lwowem. W 1944 mieszkał w Warszawie u kuzyna Tadeusza Więcka. Prawdopodobnie w okresie Powstania Warszawskiego przeniósł się do Krakowa. Prawdopodobnie miał w 1945 objąć wykłady w Uniwersytecie Jagiellońskim. Wiosną 1945 wyjechał z Krakowa do Warszawy w celach służbowych. Nie wiadomo, czy do celu dotarł. Żonie przywieziono jedynie płaszcz, w którym znajdowała się przepustka do Warszawy. Według relacji ustnych zasłyszanych przez rodzinę, w czasie drogi do Warszawy został zastrzelony przez żołnierza Armii Czerwonej.

## Życie prywatne
Był żonaty z  Jadwigą Dolińską (ur. 18 lipca 1907) – córką  prof. Aleksandra Dolińskiego i Idy Wiktorii ze Slawików (ślub 2.01.1931 r. w parafii św. Antoniego we Lwowie). Mieli dwie córki: Ewę i Irenę.

## Literatura
- Adam Redzik - Mieczysław Honzatko – profesor, kodyfikator, adwokat, „Palestra” 2005, nr 11-12, s. 143-152.
- Adam Redzik - Wydział Prawa Uniwersytetu Lwowskiego w latach 1939-1946, Lublin 2006.